# Grijze vloot
De term grijze vloot heeft twee betekenissen.

## Eerste, historische, betekenis
Met de grijze vloot worden van oorsprong de gewapende oppervlakteschepen van de Koninklijke Marine bedoeld. Dergelijke schepen zijn in dienst bij, bijvoorbeeld, de Mijnendienst. De term verwijst naar de kleur van de schepen.
- Overigens is niet elk "marinegrijs" even grijs. Wat marinegrijs precies is, is onder andere afhankelijk van de weer- en watercondities van de dichtstbijzijnde zee. Zo is het marinegrijs van de Nederlandse grijze vloot veel lichter dan dat van de Verenigde Staten en zijn de Noorse fast patrol-boten niet grijs maar gecamoufleerd.
- Onderzeeboten worden niet tot de grijze vloot gerekend en kennen in het Nederlands geen vergelijkbare aanduiding.

## Tweede, meer moderne, betekenis
Verder wordt met de grijze vloot een groep van oudere, meest gepensioneerde, watersporters aangeduid, die gedurende enkele maanden per jaar met hun boot op het water of in de watersporthavens te vinden is.